# Корпус Крісті ЗПГ
Корпус Крісті ЗПГ – завод із зрідження природного газу, розміщений на узбережжі штату Техас.
На початку 21 століття в США розпочалась «сланцева революція», що призвела до стрімкого зростання виробництва природного газу. В цих умовах зникла потреба в спорудженні нових терміналів для імпорту ЗПГ та навіть виникла можливість експортних поставок. Компанія Cheniere Energy, яка на той момент вже пройшла процедуру отримання численних узгоджень для будівництва імпортних терміналів, ухвалила рішення спорудити на тих же майданчиках з використанням погодженої інфраструктури (трубопроводи, сховища, портові об`єкти) заводи із зрідження газу для подальших поставок за кордон. Одним із них став Копус Крісті, майданчик для якого знаходиться на La Quinta Channel, на північний схід від затоки Корпус Крісті (округ Сан-Патрисіо штату Техас).
У 2015 році розпочалось спорудження двох технологічних ліній загальною потужністю 9 млн.т ЗПГ на рік (12,6 млрд.м3), введення в експлуатацію яких заплановане на 2018 рік. Продукція цих ліній більш ніж на 90% законтрактована майбутніми покупцями (Pertamina, Endesa, Iberdrola, Gas Natural Fenosa, Woodside, EDF, EDP). Власник проекту веде укладання попередніх угод на продаж продукції третьої лінії, спорудження якої почнеться за наявності відповідного попиту. Загалом же виробничий майданчик дозволяє розмістити в межах одного проекту до п'яти однакових технологічних ліній, тобто в цілому потужністю у 22,5 млн. т ЗПГ на рік.
Джерелом ресурсу для роботи заводу в Корпус Крісті буде сланцева формація Eagle Ford. Зв`язок із місцевою газотранспортною мережею (трубопроводи Kinder Morgan Texas Pipeline, Kinder Morgan Tejas Pipeline, Tennessee Gas Pipeline) забезпечуватиме перемичка довжиною 23 милі та діаметром 1200 мм, потужність якої складатиме до 141 млн.м3 на добу.
За необхідності, об`єкт зможе працювати у режимі імпортного регазифікаційного терміналу.
Разом з двома першими лініями спорудять два резервуари для зберігання ЗПГ об`ємом по 160000 м3 та один причал, здатний приймати газові танкери розімром до Q-max (вантажоємність 267000 м3) включно. У випадку будівництва третьої лінії комплекс доповнять ще одним таким же резервуаром та другим причалом.